# Copa Barcelona-Trofeu General Orgaz 1949-1950
La Copa Barcelona-Trofeu General Orgaz 1949-1950 fou la desena edició de la competició. Se celebrà des de l'11 de juny fins a l'agost i fou organitzada per la Federació Catalana de Basquetbol. Hi participaren dotze equips de la Primera divisió A i B del Campionat de Catalunya.
Es disputà en format d'eliminació directa a doble partit, classificant-se per a la següent ronda l'equip amb més punts anotats en el resultat global de l'eliminatòria. La competició tingué primera ronda, quarts de final, semifinals i final, que se celebrà a partit únic i en una seu neutral.
Es proclamà campió el Joventut de Badalona, que guanyà la final al CB Sant Josep per 39 a 33 i aconseguí el seu primer títol de la competició.

## Clubs participants
- Círcol Catòlic Badalona
- FC Barcelona
- Bàsquet Institució Montserrat
- JACE Calella
- Club Bàsquet Cornellà
- Centre Catòlic Hospitalet
- Club Joventut Badalona
- Club Esportiu Manresa
- Club Bàsquet Mollet
- Unió Esportiva Montgat
- Club Bàsquet Ripollet
- Club Bàsquet Sant Josep

## Competició

### Primera ronda
| Equip 1         | Global | Equip 2       | Anada | Tornada |
| --------------- | ------ | ------------- | ----- | ------- |
| CC Badalona     |        | BIM           | 33-29 | 15-48   |
| CB Mollet       |        | CB Olesa      | 27-35 |         |
| CE Manresa      |        | CB Sant Josep | 28-33 | 14-47   |
| CB Santfeliuenc |        | CB Ripollet   | 31-36 |         |
| UE Montgat      |        | JACE Calella  | 74-28 | 49-48   |

### Quarts de final
| Equip 1      | Global | Equip 2              | Anada | Tornada |
| ------------ | ------ | -------------------- | ----- | ------- |
| CB Cornellà  |        | BIM                  |       |         |
| CB Olesa     |        | CB Sant Josep        | 41-43 |         |
| CF Barcelona |        | CB Ripollet          | 37-47 |         |
| UE Montgat   |        | Joventut de Badalona | 34-41 |         |

### Semifinals
| Equip 1     | Global | Equip 2              | Anada | Tornada |
| ----------- | ------ | -------------------- | ----- | ------- |
| BIM         |        | CB Sant Josep        |       |         |
| CB Ripollet |        | Joventut de Badalona |       |         |

## Final
Dos clubs badalonins jugaren la final de la Copa Barcelona-Trofeu General Orgaz, el CB Sant Josep i el Joventut de Badalona. Es disputà el 29 de juliol de 1950 al camp de la UGE Badalona. Es proclamà campió el Joventut de Badalona, que guanyà la final per 39 a 33 i aconseguí el seu primer títol de la competició.
| 29 de juliol de 1950 Crònica | Joventut de Badalona | 39–33 | CB Sant Josep | Camp de la UGE Badalona, Badalona |

| Campió de la Copa Barcelona-Trofeu General Orgaz 1949-50 |
| -------------------------------------------------------- |
| Club Joventut Badalona Primer títol                      |